# Ophelia Pastrana
Ophelia Pastrana   (Bogotà, 4 d'octubre de 1982) Ophelia Pastrana Ardila és una dona transgènere física, economista, conferenciant, youtuber, tecnòloga i comediant colombiana. Viu a Mèxic des de fa diversos anys.
Ophelia va fer i va difondre el seu canvi de gènere en públic, malgrat ser membre d'una família representant del partit conservador colombià. Es va operar de canvi de gènere a Ciutat de Mèxic el 10 de maig de 2012).

## Biografia
Va ser locutora a Coca-Cola FM, i va treballar com a empresària per CNET Networks i a LatinWE on va coordinar un segment en Despierta América amb Mónica Fonseca: Las Mujeres También Hablamos de Tecnología.
Ha estat ponent i conferenciant sobre el tema de xarxes socials per a Mèxic. És reconeguda i destacada per les seves presentacions en escenaris com TEDx Talks i Campus Party.
Com a comediant va començar l'any 2017 amb el monòleg "La Explicatriz" un espectacle d'improvisació en el qual el públic suggereix els temes que li donaran forma al xou.
En 2014, Business Insider la va incloure entre les 100 dones més influents en tecnologia a Twitter. L'any 2017 va ser considerada una de les 100 Dones Més Poderoses de Mèxic segons la revista Forbes.